# Спортен комплекс „Берое“
Спортен комплекс „Берое“ е комплекс от спортни съоръжения в северната част на Стара Загора, в близост до парк Аязмото.

## Стадион
Основна част от комплекса е градският стадион „Берое“ заедно с прилежащите му 3 тренировъчни стадиона.

## Тенис кортове
Общинският тенис комплекс в частта му от спортен комплекс „Берое“ се намира северно от стадион „Берое“. Разполага с 10 тенис игрища, сауна и фитнес зала.

## Други съоръжения
На градския стадион има лекоатлетическа писта, на която са се провеждали турнирите „Самарско знаме“. На едно от помощните футболни игрища също е изградена лекоатлетическа писта. Изградена е спортна зала със закрита лекоатлетическа писта и зала за хандбал. В спортния комплекс влизат още зала за бокс, киокушинкай, тенис на маса и акробатика. Към спортния комплекс има два хотелски комплекса, единият от които разполага с плувен басейн.